# Merrinella winnunga
Merrinella winnunga är en insektsart som beskrevs av Otte, D. och R.D. Alexander 1983. Merrinella winnunga ingår i släktet Merrinella och familjen syrsor. Inga underarter finns listade i Catalogue of Life.